# Семен II (герцог Васконии)
Семен (Сегин, Химено) II (баск. Semen, фр. Seguin, гаск. Seguin; ум. 846) — граф Бордо и Сента с ок. 840, герцог Васконии с 845, вероятно сын или внук герцога Васконии Семена (Сегина) I

## Биография
После смерти в 838 году короля Пипина I аквитанская знать признала своим королём сына Пипина I, Пипина II. Но его дед, император Людовик I Благочестивый, не признал королём внука, передав в мае 839 года Аквитанию, по настоянию своей второй жены Юдифи, своему младшему сыну Карлу (будущему королю Западно-Франкского королевства под именем Карл II Лысый). В состав владений, переданных Карлу, вошла и Васкония. Однако аквитанцы не признали этого решения, поэтому император Людовик выслал армию в Лимузен, которая захватила Пуатье. Для того, чтобы противостоять Пипину и местной знати, Людовик стал назначать графов в регионе. Одним из таких графов стал Сегин II, назначенный графом Бордо и Сента, который должен был противостоять Саншу II, графу Васконии.
После смерти императора Людовика Сегин первоначально поддерживал Карла Лысого в борьбе против Пипина. Однако позже он, борясь против Санша II, перешёл на сторону Пипина, с которым враждовал Санш. За это в 845 году Пипин дал Сегину титул герцога Васконии, хотя реально во власти Сегина оставалось только графство Бордо. Но уже в 846 году Сегин попал в плен к норманнам, вторгшимся в Аквитанию по призыву Пипина и был ими казнён.